# Collection Marlene et Spencer Hays
La collection Marlene et Spencer Hays réunit plusieurs centaines de tableaux et de sculptures du XIXe siècle et du début du XXe siècle. Elle a été rassemblée depuis le début des années 1970 par Marlene et Spencer Hays, un couple de collectionneurs texans qui ont décidé d'en faire don au musée d'Orsay. Il s'agit de la plus importante donation d'œuvres d'art offerte par des étrangers à la France depuis 1945.

## Marlene et Spencer Hays

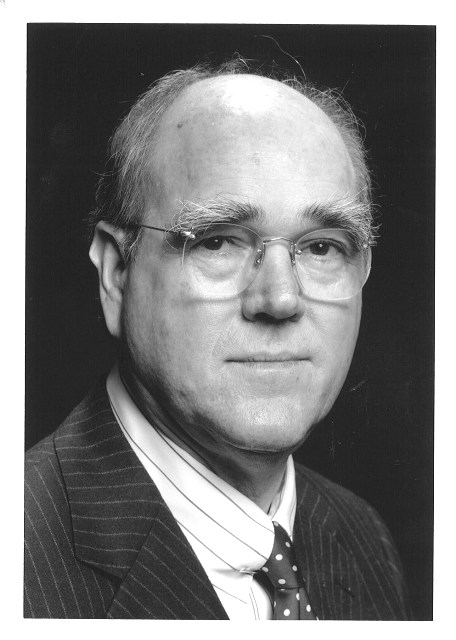
Spencer Hays.

Marlene et Spencer Hays ont grandi dans des familles modestes, loin des musées, et se sont intéressés à l'art en autodidactes.
Spencer Hays, qui a passé sa jeunesse dans une petite ville de l'Oklahoma et obtenu son diplôme de commerce à la Texas Christian University, est le fondateur de la société Tom James, fabricant de vêtements sur mesure, et dirige la Southwestern Company, société de vente de matériel éducatif, ainsi qu'Athlon Sports Communications, éditeur de magazines de sport. Les Hays ont deux filles et six petits-enfants.
Le couple s'est pris d'amitié pour la France dans les années 1970, comme en témoigne Spencer Hays : « Marlene et moi nous sommes venus pour la première fois à Paris en 1971 et depuis nous revenons chaque année. Nous aimons les Français, nous aimons l'architecture, nous aimons les musées. »
Les Hays ont commencé à collectionner des œuvres de peintres américains et français au début des années 1970 avant de s'orienter plus particulièrement, dans les années 1980, vers l'école de Pont-Aven et vers les nabis, parmi lesquels Vuillard. Les nabis les séduisent par le « mystère de leur peinture », que Marlene Hays résume en ces termes : « On n’en comprend pas le sens immédiatement, il faut vraiment faire un effort. Jeter un coup d’œil ne suffit pas, il faut les étudier. Et puis il y a la couleur... » De son côté, Spencer Hays avoue une prédilection pour Vuillard, qui « peignait toujours le portrait de ses amis ». Le couple fait également l'acquisition d'œuvres de Matisse, Derain, Fernand Pelez et Modigliani, dont le Portrait de Soutine peint sur une porte dans l'appartement du marchand Léopold Zborowski. Leur critère de choix est de n'acheter que des tableaux qu'ils aiment tous deux et souhaitent conserver pour toujours, ce qui fait qu'ils n'ont que très rarement revendu des œuvres de leur collection.
Spencer Hays meurt le 1er mars 2017 à New York,,.

## La première donation
Connaissant de longue date Guy Cogeval, spécialiste de Vuillard et président de l'établissement public du musée d'Orsay et du musée de l'Orangerie, les Hays ont d'abord prêté 187 œuvres au musée d'Orsay pour l'exposition « Une passion française », du 16 avril au 18 août 2013. Cet ensemble comprend 23 Vuillard, 12 Bonnard, 4 Maurice Denis, ainsi que des toiles et des sculptures d'Odilon Redon, Degas, Caillebotte, Corot, Maillol, Modigliani, Albert Marquet... Il  représente une valeur de 173 millions d'euros et rejoindra les collections du musée à la mort des deux donateurs, qui s'en réservent l'usufruit. Un espace à part lui sera consacré afin de ne pas disperser la collection, selon le souhait de Marlene et Spencer Hays.
La cérémonie de signature de la donation a lieu le 22 octobre 2016 au palais de l'Élysée en présence du président de la République, François Hollande, qui leur remet les insignes de commandeurs de la Légion d'honneur.
Leur collection compte en tout quelque 600 œuvres, pour une valeur de 350 millions d'euros. Ces tableaux, dessins, sculptures et objets d’art sont répartis entre leur appartement de New York, décoré par Robert Denning et Renzo Mongiardino, et la demeure qu'ils ont fait édifier à Nashville, copie parfaite de l'hôtel de Noirmoutier à Paris qu'ils ont meublée dans le goût du XVIIIe siècle. Ces œuvres devraient entrer peu à peu dans les collections du musée d'Orsay,.

## La seconde donation
Le 10 juillet 2019, 106 nouvelles oeuvres (40 peintures, 47 dessins et 19 sculptures) ont été offertes sous réserve d'usufruit par Marlene Spencer, portant ainsi le total à 293 œuvres. Concernant les Nabis, elle comprend 10 peintures de Bonnard, dont Goûter au jardin (vers 1891) et Jeune fille au chien (1894), 9 de Vuillard, dont À la divette, Cabourg (1911-1913), 3 de Maurice Denis, dont Noli me Tangere (vers 1891) et 2 de Vallotton, dont La cuisinière (1892), ainsi qu'une sculpture de Georges Lacombe, Le Lavoir des malheureux (1894). La donation est complétée par des œuvres d'Émile Bernard, d'Odilon Redon ou de Camille Claudel, mais aussi par des peintures modernes du début du XXe siècle de Robert Delaunay avec La femme au pain (1905), Matisse avec Portrait aux cheveux bouclés, pull marin (1907) et La femme en jaune (1923) et Modigliani avec Jeune femme à la rose - Margherita (1916), qui renvoient aux collections du musée de l'Orangerie. Parmi les 47 dessins on compte une étude préparatoire de Manet pour Le Balcon (1868) et des croquis de Bonnard,.

## Distinctions
- 2016 :  Commandeur de la Légion d'honneur pour Marlène et Spencer Hays remise par le président de la République François Hollande[21].